# Androsace elongata
Androsace elongata es una especie de la familia de las primuláceas.

## Descripción
Planta anual muy pequeña (3-6 cm) y efímera, con hojas lanceoladas a oblanceoladas de hasta 10-12 mm, en roseta, algo dentadas en el borde, de finos pelos marginales. Flores desde el invierno y en primavera, muy pequeñas, en grupitos, con rabillo y 5 pétalos blancos que apenas sobrepasan los sépalos del cáliz, en cuyo centro se desarrolla una cápsula casi esférica. Toda ella al madurar adquiere color rojo.

## Distribución y hábitat
Desde el centro de Alemania al centro este de Rusia. También en España en Castilla y León y en los Pirineos.
Habita en lugares secos y abiertos, campos y viñedos.